# Ланс-Крік (Вайомінг)
Ланс-Крік (англ. Lance Creek) — переписна місцевість (CDP) в США, в окрузі Найобрара штату Вайомінг. Населення — 43 особи (2010).

## Географія
Ланс-Крік розташований за координатами 43°2′41″ пн. ш. 104°39′50″ зх. д. / 43.04472° пн. ш. 104.66389° зх. д. (43.044740, -104.663835).  За даними Бюро перепису населення США в 2010 році переписна місцевість мала площу 108,67 км², з яких 108,64 км² — суходіл та 0,03 км² — водойми.

## Демографія
Згідно з переписом 2010 року, у переписній місцевості мешкали 43 особи в 25 домогосподарствах у складі 14 родин. Густота населення становила 0 осіб/км².  Було 45 помешкань (0/км²). 
Расовий склад населення:
| - 90,7 % — білих |

До двох чи більше рас належало 9,3 %. Іспаномовні складали 2,3 % від усіх жителів.
За віковим діапазоном населення розподілялося таким чином: 7,0 % — особи молодші 18 років, 74,4 % — особи у віці 18—64 років, 18,6 % — особи у віці 65 років та старші. Медіана віку мешканця становила 46,5 року. На 100 осіб жіночої статі у переписній місцевості припадало 207,1 чоловіків;  на 100 жінок у віці від 18 років та старших — 185,7 чоловіків також старших 18 років.
Цивільне працевлаштоване населення становило 15 осіб. Основні галузі зайнятості: сільське господарство, лісництво, риболовля — 80,0 %, будівництво — 20,0 %.